# Kaunissaaret (ö i Keuruu)
Kaunissaaret är en ö i Finland. Den ligger i sjön Pihlajavesi och i kommunen Keuru i den ekonomiska regionen  Keuru ekonomiska region  och landskapet Mellersta Finland, i den södra delen av landet, 250 km norr om huvudstaden Helsingfors. Öns area är 0,2 hektar och dess största längd är 70 meter i öst-västlig riktning.  Notera att namnet antyder att det är fråga om flera öar.